# Kuikúro
Kuikúro (Kuikuru, Kuikuro, Cuicuro), pleme američkih Indijanaca iz brazilske države Mato Grosso, naseljeni na području parka Xingú (Parque Indígena do Xingu) kod rijeka Culuene, Buriti i Curisevo. Jezično su srodni plemenu Kalapálo (jezik kuikúro-kalapálo), s kojima pripadaju porodici cariban. Imaju tri sela, od kojih je najveće Ipatse. Populacija: 509 (Funasa - 2006). Kuikúrosi uzgajaju manioku, imaju ih 46 sorti, i sve otrovne. Druge važne ekonomske aktivnosti su sakupljanje meda, voća i kornjačinih jaja. Lov je manje značajan